# Humboldtia laurifolia
Humboldtia laurifolia är en ärtväxtart som beskrevs av M.Vahl. Humboldtia laurifolia ingår i släktet Humboldtia och familjen ärtväxter. IUCN kategoriserar arten globalt som sårbar. Inga underarter finns listade i Catalogue of Life.